# Balatonfüred
Balatonfüred (mezi místními též jen Füred, německy Bad Plattensee, slovensky Blatenské Teplice) je maďarské město, středisko stejnojmenného okresu Veszprémské župy, 130 km západně od Budapešti. Jedná se o významné lázeňské a rekreační středisko, třetí nejnavštěvovanější v regionu Balatonu. S přibližně 13 tisíci obyvateli se jedná o největší sídlo severního břehu Balatonu, někdy je také nazýván jeho hlavním městem. Rozkládá se v úzkém pásu mezi Blatenským jezerem a místními vrcholky (Csákány-hegy, Recsek-hegy a dalšími). Kromě lázeňství a jezera je také známé díky vinařské tradici, dalo název vinařskému regionu Balatonfüred–Csopak.

## Název
Vzhledem ke své poloze, popularitě a lázním svádí název Balatonfüred k asociaci s maďarským slovem fürdő. Ve skutečnosti však současný název pochází od slova fürjes, které označuje místo, kde žijí křepelky. Obdobný původ názvu má např. i obec Tiszafüred v jiné části Maďarska.

## Historie
Oblast dnešního Balatonfüredu obývali lidé již v pravěku. Doloženo je i osídlení z dob Římské říše; tehdy po severním břehu Blatenského jezera vedla také cesta. Název Füred je poprvé zmíněn ve spisu majetku Tihanyského opatství z roku 1211. Vesnici se tehdy dařilo i v těžkých obdobích uherských dějin, především díky výrobě vína.
Účinky místní léčivé vody jsou známé již od 17. století. V roce 1717 a potom ještě 1729 jsou připomínány prameny místní kyselky. V roce 1722 byly prameny prohlášeny za léčivé, neboť byl proveden jejich vůbec první rozbor. Původní obec se rozvíjela okolo potoka Kéki-patak (doslova Modrý potok). Ve 40. letech 18. století vyrostly okolo pramenů první dřevěné stavby a také hostinec. Maďarský politik Károly Eötvös ve svých zápiscích z okolí Blatenského jezera poznamenal, že v Balatonfüredu stálo svého času pouhých pět domů. I tak bylo prvním lázeňským městem na břehu Blatenského jezera. Postupně se rozšiřující kolonii s dřevěnými domy zničil v roce 1775 přívalový déšť.

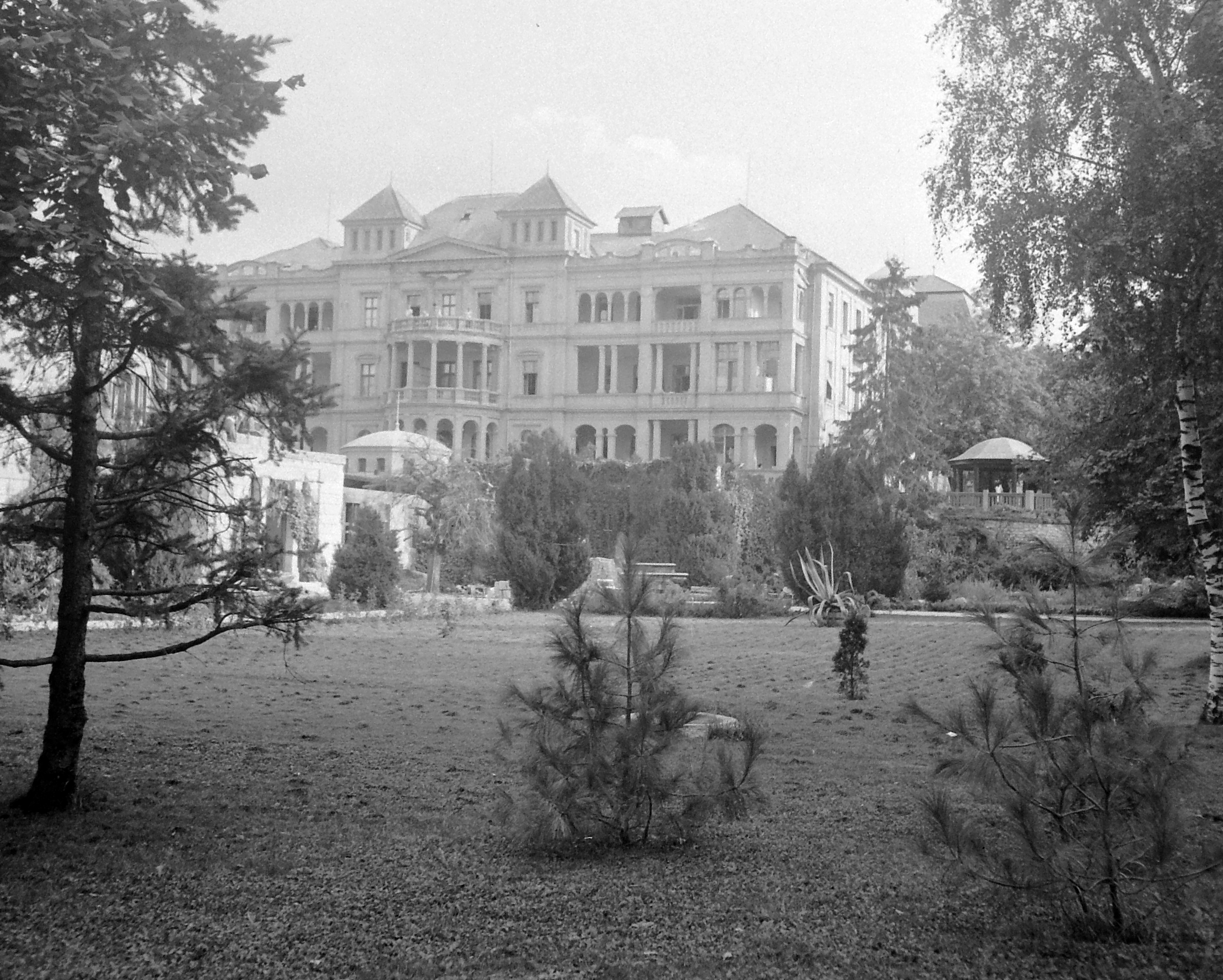
Místní lázně v roce 1963

Město bylo oficiálně prohlášeno lázněmi roku 1772. To spolu s dalším znamenalo i přesun původního středu města ve vyšších polohách na břeh Blatenského jezera. Jako první zde vznikla dřevěná budova lázní a poté ji nahradily lázně z kamene. Objev místní vody inspiroval básníky, např. Antala Fejéra, který k nim složil báseň. Nová lokalita však vznikala velmi pomalu. Dnešní hlavní náměstí (Gyógy tér) vzniklo okolo Kossuthova pramene. Pravidelný Anenský bál se zde pořádá od roku 1825.
V souvislosti s růstem životní úrovně Uherska v 18. a především v závěru 19. století se město stávalo častou destinací, oblíbené bylo u předních osobností kulturního života či u politiků. Balatonfüred se stal prvním z letovisek na břehu Balatonu, oblíbeném také u bohatých.
V roce 1830 zde bylo otevřeno pro návštěvníky první divadlo, které bylo financováno dobrovolnými příspěvky. Později zde vznikla také loděnice. Maďarský spisovatel Mór Jókai zde napsal svůj román Zlatý člověk.[zdroj?] Jeho bývalý dům dnes slouží jako muzeum (maďarsky Jókai Mór Emlékház). Svůj dům zde měla také Lujza Blaha. Lázně také opakovaně navštívil i císař František Josef I. (v letech 1852 a 1857). Skutečný boom místních lázní začal v druhé polovině 19. století. Malé lázně vykreslují již mapy druhého vojenského mapování, a to pod názvem Füredi fürdó.
Železnici získalo město až v roce 1909. nádraží bylo postaveno ve stejné vzdálenosti obou částí dnešního města.
Na mapách třetího vojenského mapování je Balatonfüred (též jako Fürdöhely – lázně) patrný při břehu Blatenského jezera a v podstatně menší podobě, než kterou obec získala v 20. století. Navíc je svoji zástavbou oddělena od nedaleké vesnice (Helység), s kterou později splynul. U obou je uveden název Balatonfüred, takže lze předpokládat, že ze správního hlediska se již tehdy jednalo o jeden celek. Dnes je původní vesnice známá jen jako místní část Ófalu (stará ves).
Od 19. století žili v Balatonfüredu také Židé. Věnovali se různým odvětvím činností; provozovali restauraci, prodávali minerální vodu, věnovali se vinařství. Později zde stála také židovská škola a synagoga (na troskách kostela sv. Markéty z 13. století). Do druhé světové války již obě části obce splynuly do jedné. 
Synagoga byla v roce 1944 zbourána a místní Židé v počtu cca 150 lidí odesláni transporty do koncentračních táborů na území dnešního Polska.

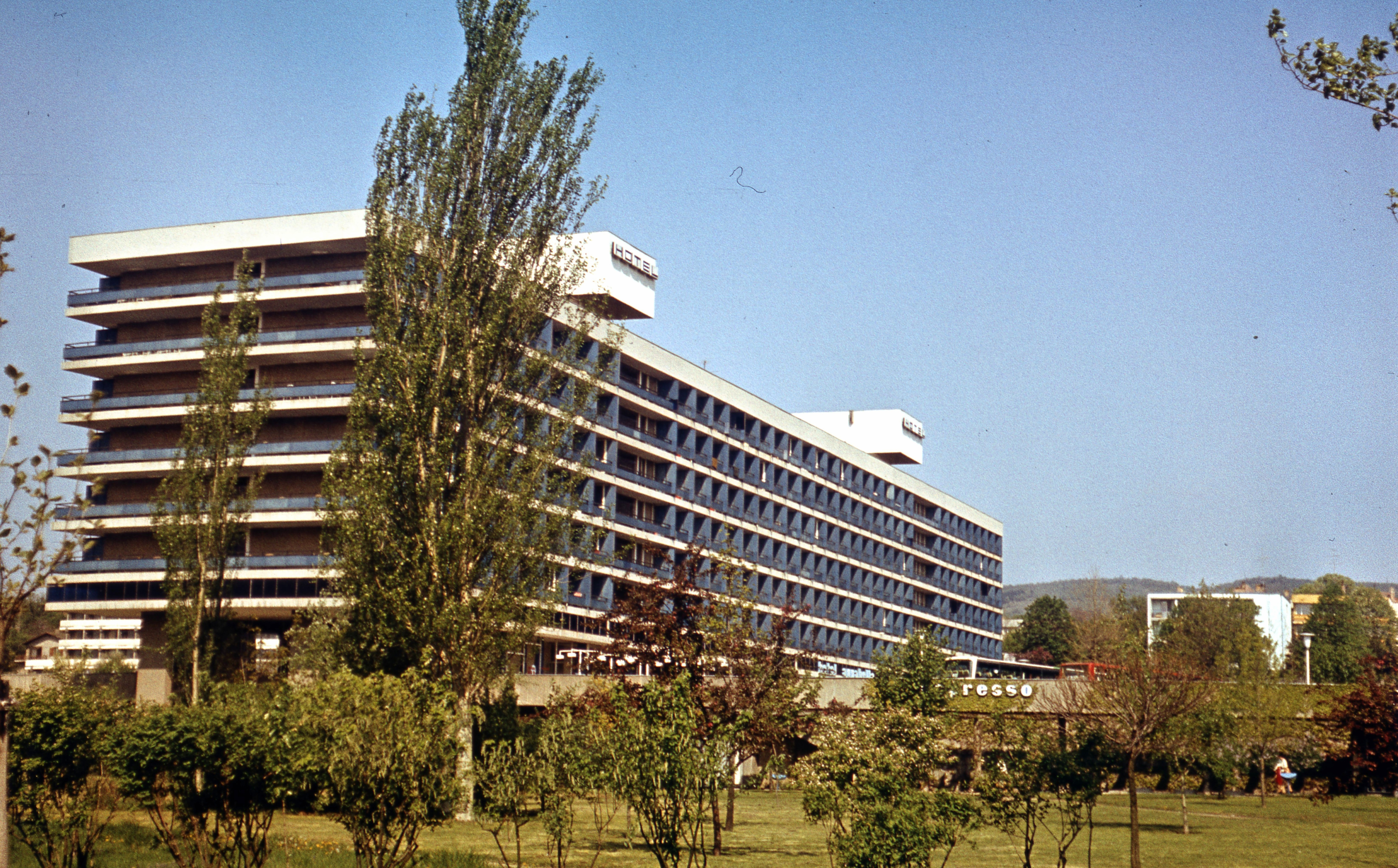
Hotel v 70. letech 20. století

Bývalá vesnice Balatonarács (resp. nebo jen Arács) byla k městu připojena v roce 1954. Nachází se na severovýchodním okraji města. Kromě moderních hotelů a lázeňských objektů bylo na západním okraji postaveno také panelové sídliště (Lakótelép) v lokalitě, známé dříve pod názvem Baricska. Symbolem socialistického rozvoje města se stal Hotel Füred na břehu jezera, nápadný a vysoký blok.
Po druhé světové válce počet obyvatel překročil nejprve pět a poté před rokem 1980 deset tisíc obyvatel. Roku 1971 získal Balatonfüred statut města a roku 1987 titul Mezinárodní město vína.
V 90. letech 20. století došlo k zásadním změnám v oblasti turistického ruchu v souvislosti s pádem Železné opony. Pro obyvatele východního bloku, kteří preferovali Balatonfüred se otevřela řada dalších destinací. To vedlo krátkodobě k úbytku návštěvníků z tohoto regionu a tlaku na zlepšení místních služeb.
Po roce 2000 došlo k zásadnímu zvýšení a zrychlení výstavby nových domů, ať už obytných oblastí, nebo i rekreačních areálů v oblasti.
V roce 2022 zde bylo budováno rozsáhlé konferenční centrum. a o rok později k němu přibyl i nový rozlehlý hotel. Resort by měl být dokončen v roce 2025.
V roce 2023 byl nedaleký Veszprém Evropským městem kultury a některé události v rámci toho se uskutečnily i zde.

## Obyvatelstvo
V roce 2021 měl Balatonfüred 12 966 obyvatel. Metu dvanácti tisíc obyvatel město překonalo v roce 1980, do té doby počet obyvatel strmě rostl. Ještě roku 1920 zde žilo jen 2600 lidí.
Počet obyvatel je dlouhodobě stabilní, neroste ani neklesá. Průměrný věk obyvatel města se nicméně zvyšuje.

## Lázeňství a zdravotnictví
Státní kardiologické sanatorium (Szívkórház) je se 429 lůžky největším zařízením svého druhu v Maďarsku. Otevřeno byla roku 1913. Nedaleko od něj se nachází také vojenská nemocnice.
Středem lázeňské části města je park s názvem Malý les (maďarsky Kiserdő), nebo též Fenyes Park. Vznikl přestavbou původní zahrady paláce Esterházyů.
Kossuthův pramen (maďarsky Kossuth Lajos forrás, dříve pramen Františka Josefa I.) a další prameny v okolí nemocnice obsahují volný a vázaný oxid uhličitý, železo, hořčík, draslík, hydrogenuhličitan, vápník, sodík, síru a další minerály. Voda z pramenů o teplotě 14–15 °C je odváděna do budovy lázní, kde se ohřívá na 32–34 °C a následně se používá k léčbě.

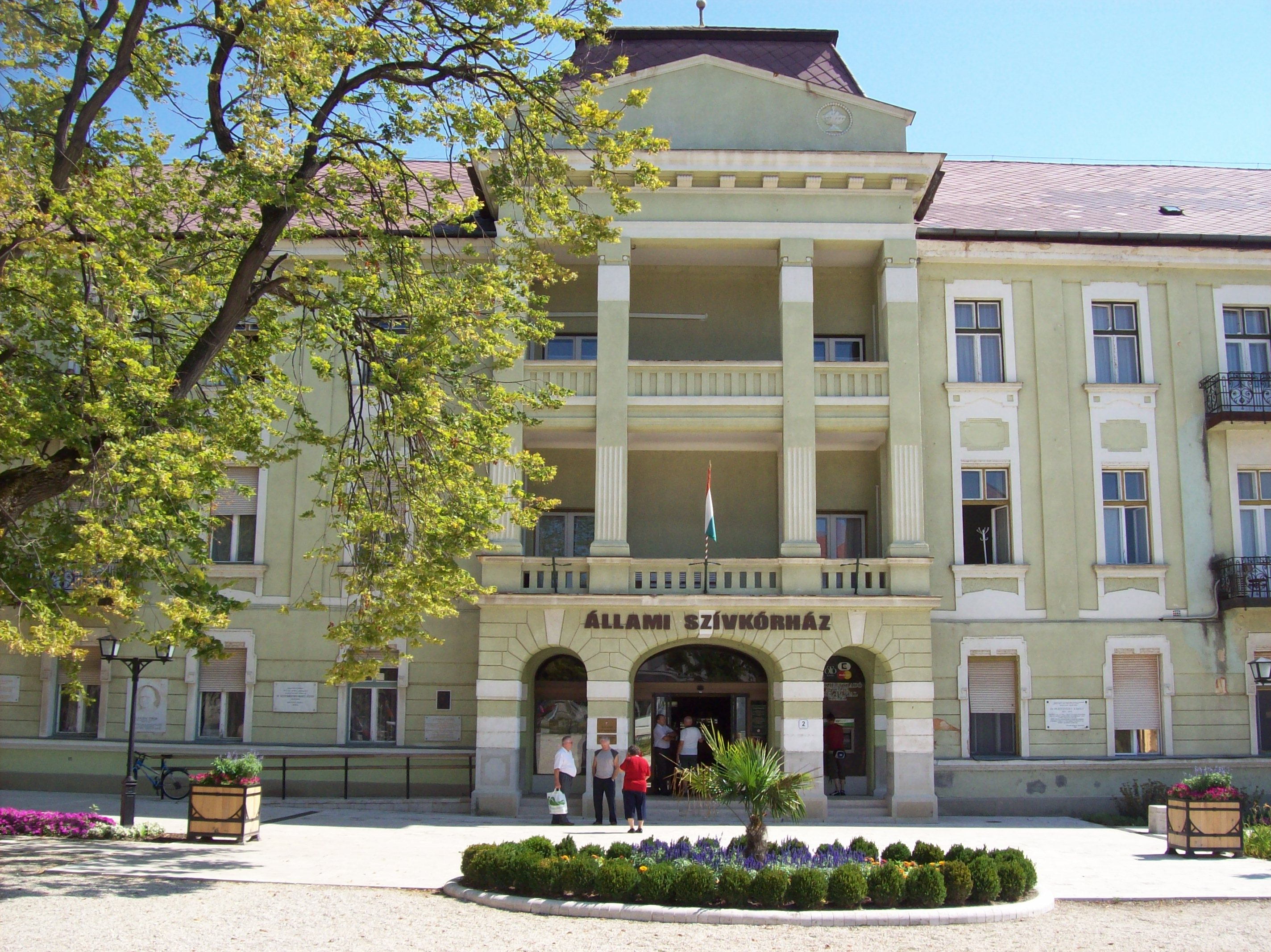
Státní kardiologické sanatorium (Szívkórház)
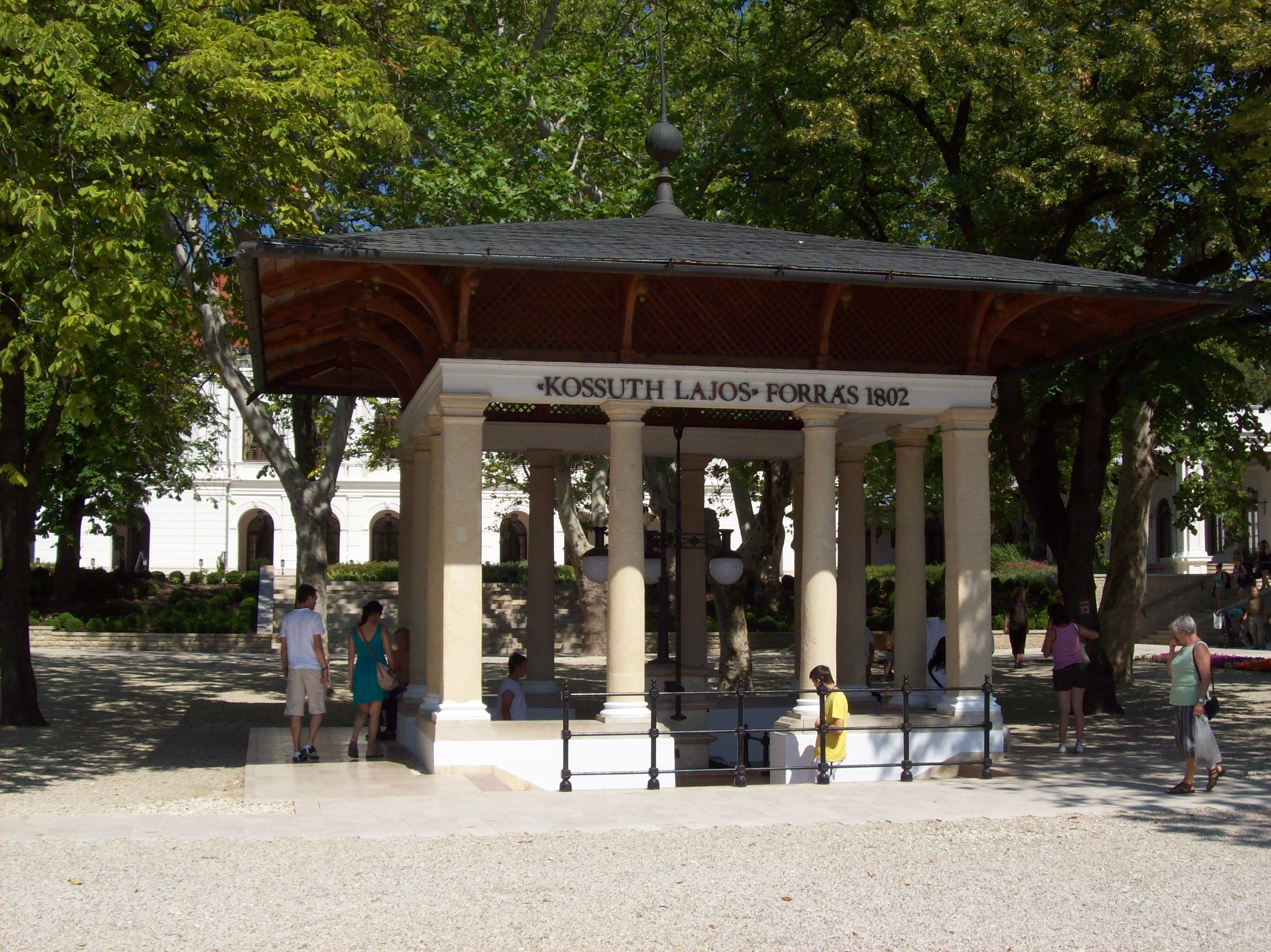
Kossuthův pramen

## Promenáda
Promenáda na břehu jezera nese jméno indického spisovatele, básníka a filozofa Rabíndranátha Thákura (Tagore-sétány), který se ve 20. letech 20. století léčil v místních lázních a založil tradici sázení stromů do místního parku. Dodnes zde zasadilo strom mnoho laureátů Nobelovy ceny a významných osobností z Maďarska i ze světa (mezi mnoha jinými například indický duchovní vůdce Gándhí, maďarský fyzik György Marx, ruský kosmonaut Valerij Kubasov nebo bývalý maďarský prezident Árpád Göncz).
V parku je také mnoho bust významných maďarských osobností, například Istvána Széchenyiho, Ference Deáka a mnoha dalších.
Na břehu jezera jsou též sochy Jánose Pásztora Převozník (Révész) a Rybář (Halász).

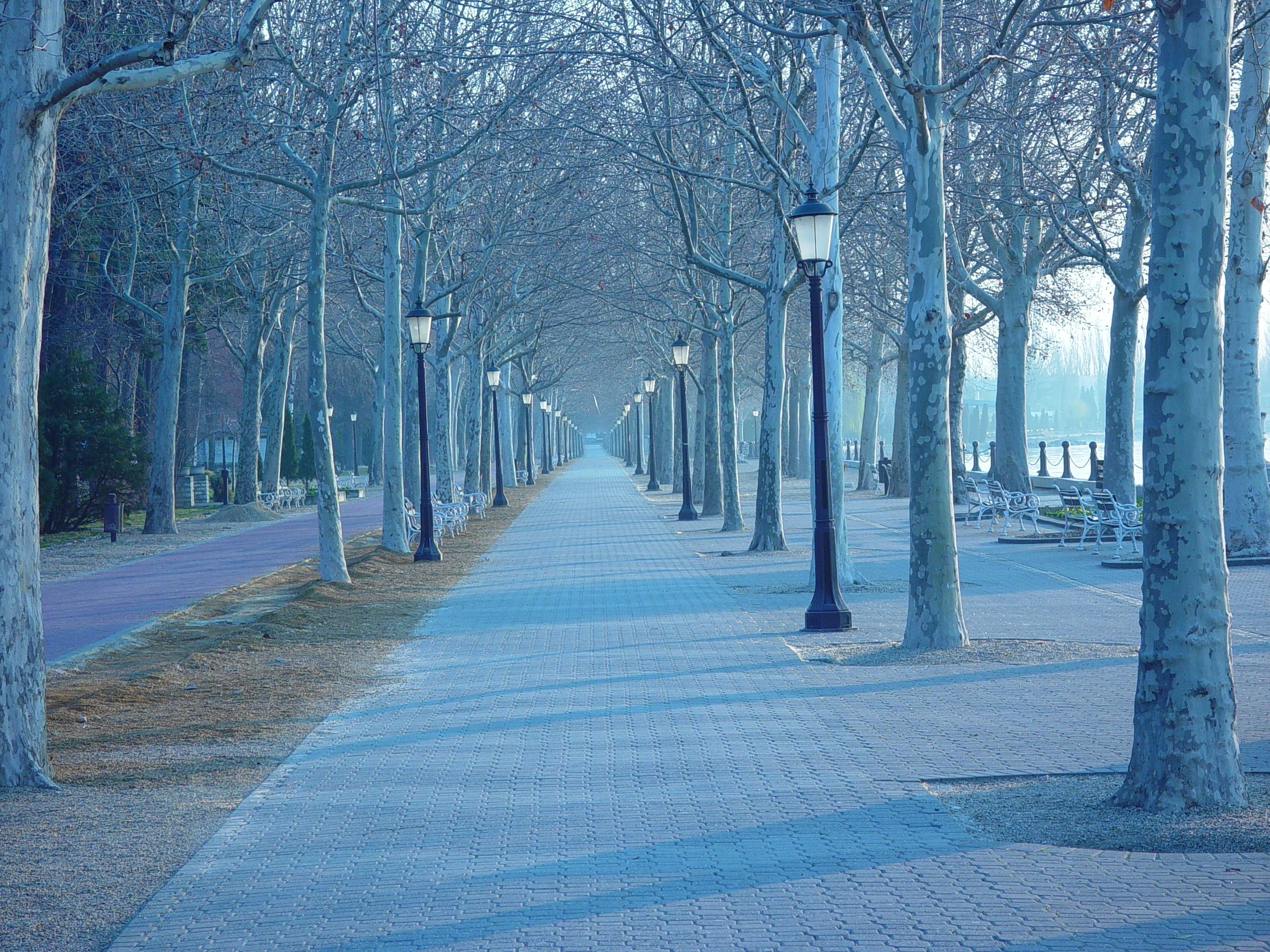
Thákurova promenáda (Tagore-sétány)
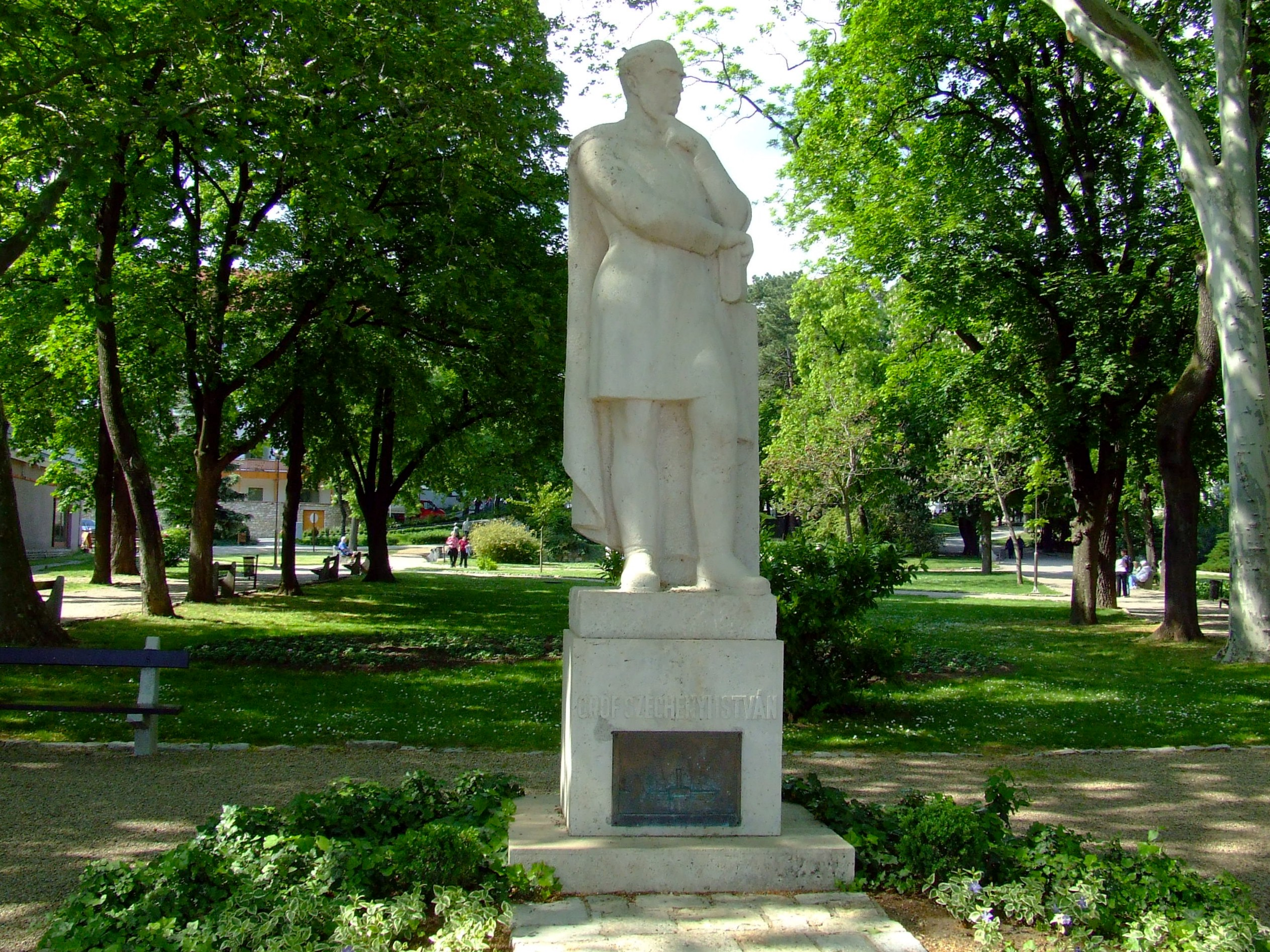
Socha Istvána Széchenyiho

## Rekreace
Balatonfüred poskytuje mnoho příležitostí k turistice a k rekreaci. Město disponuje přes 7000 ubytovacích míst, z toho 3000 v hotelích. V roce 1996 bylo v Balatonfüredu 13 hotelů a od té doby se jejich počet zvyšuje. Město má také kemp. Zahraniční hosté zde zůstanou v průměru 5 nocí, domácí čtyři.
Během letní sezony se počet obyvatel může zvýšit až na padesát tisíc. V roce 1846 byl v Balatonfüredu spuštěn na vodu první parník Kisfaludy, čímž byla zahájena lodní doprava na Balatonu. Oblíbený je zde také jachting na vlnách Balatonu, pravidelně se zde pořádají závody tzv. Modrá stuha (maďarsky Kékszalag). Kromě toho se severně od města v místních zalesněných vrcholcích nachází řada turistických tras a rozhleden.

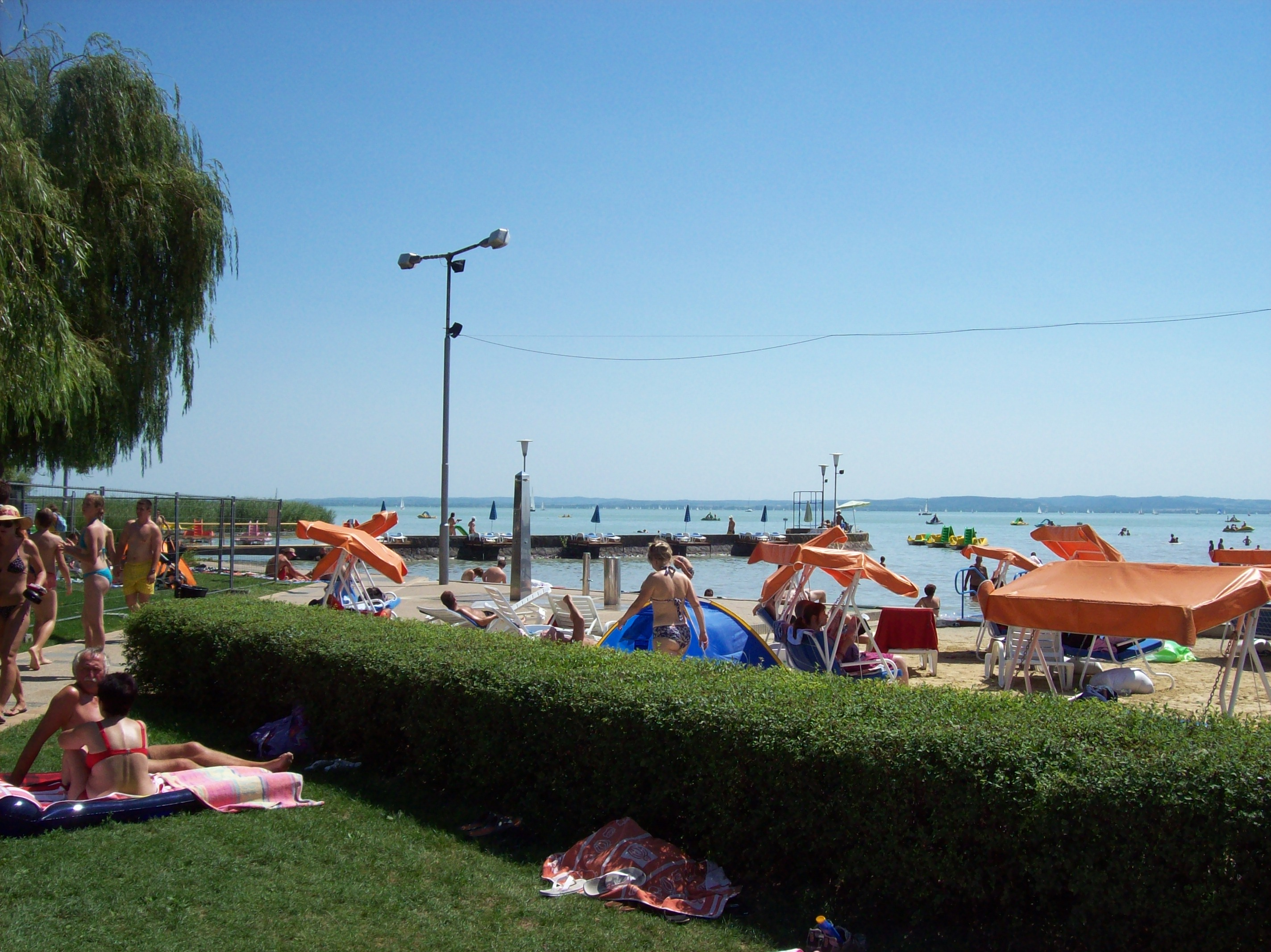
Pláž v Balatonfüredu
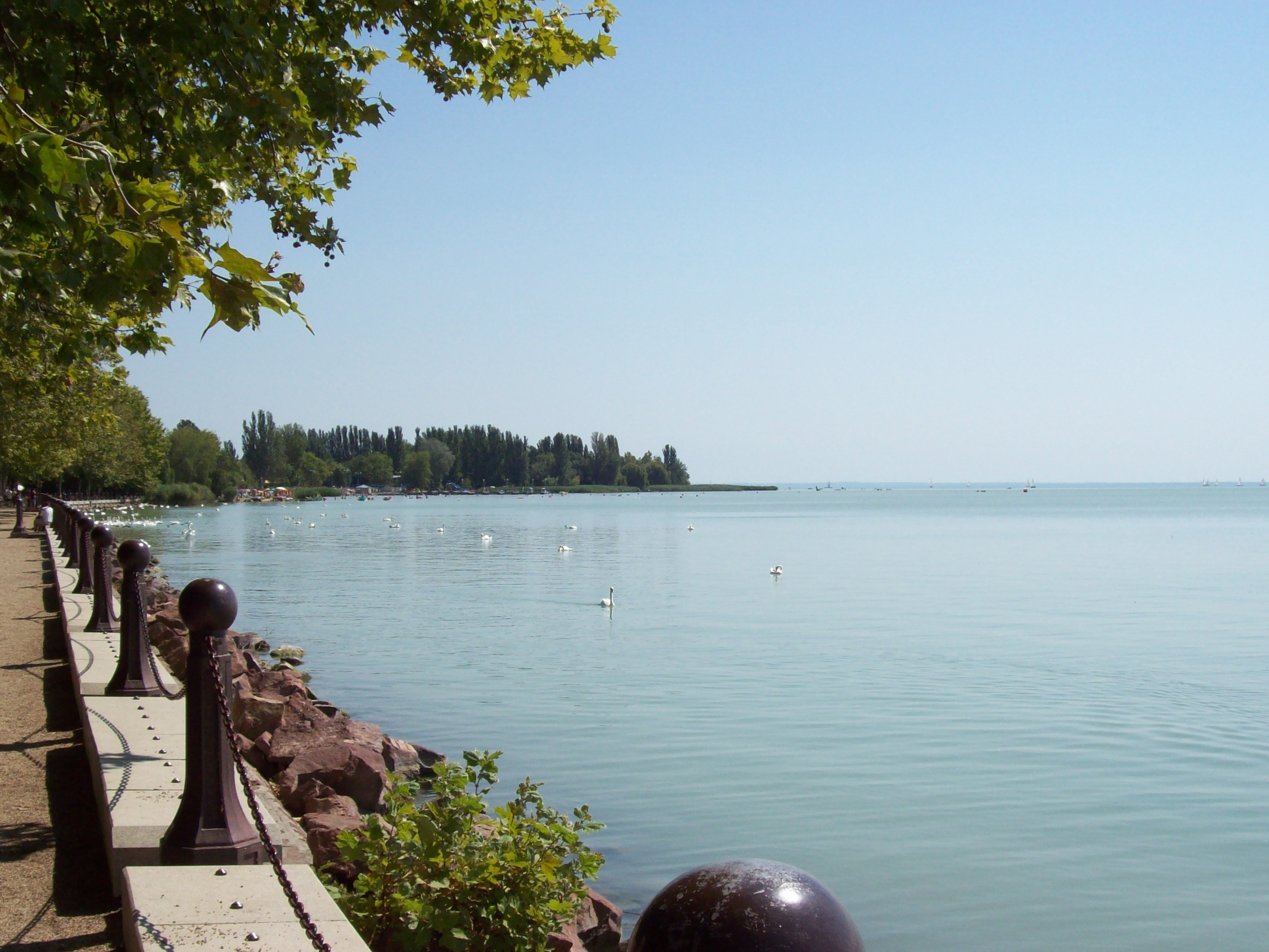
Břeh Balatonu

## Kultura a pamětihodnosti
- Kostel Krista krále (maďarsky Krisztus Király-templom)

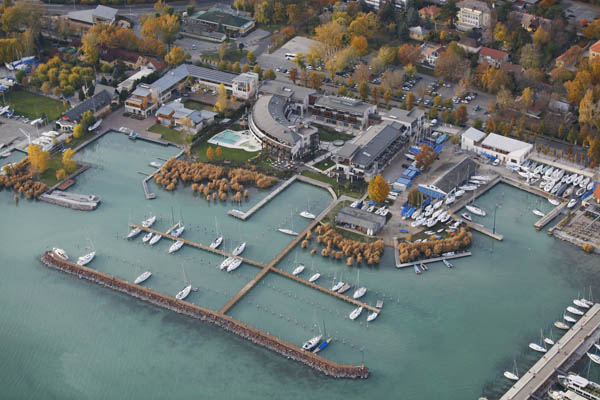
Letecký pohled na břeh jezera

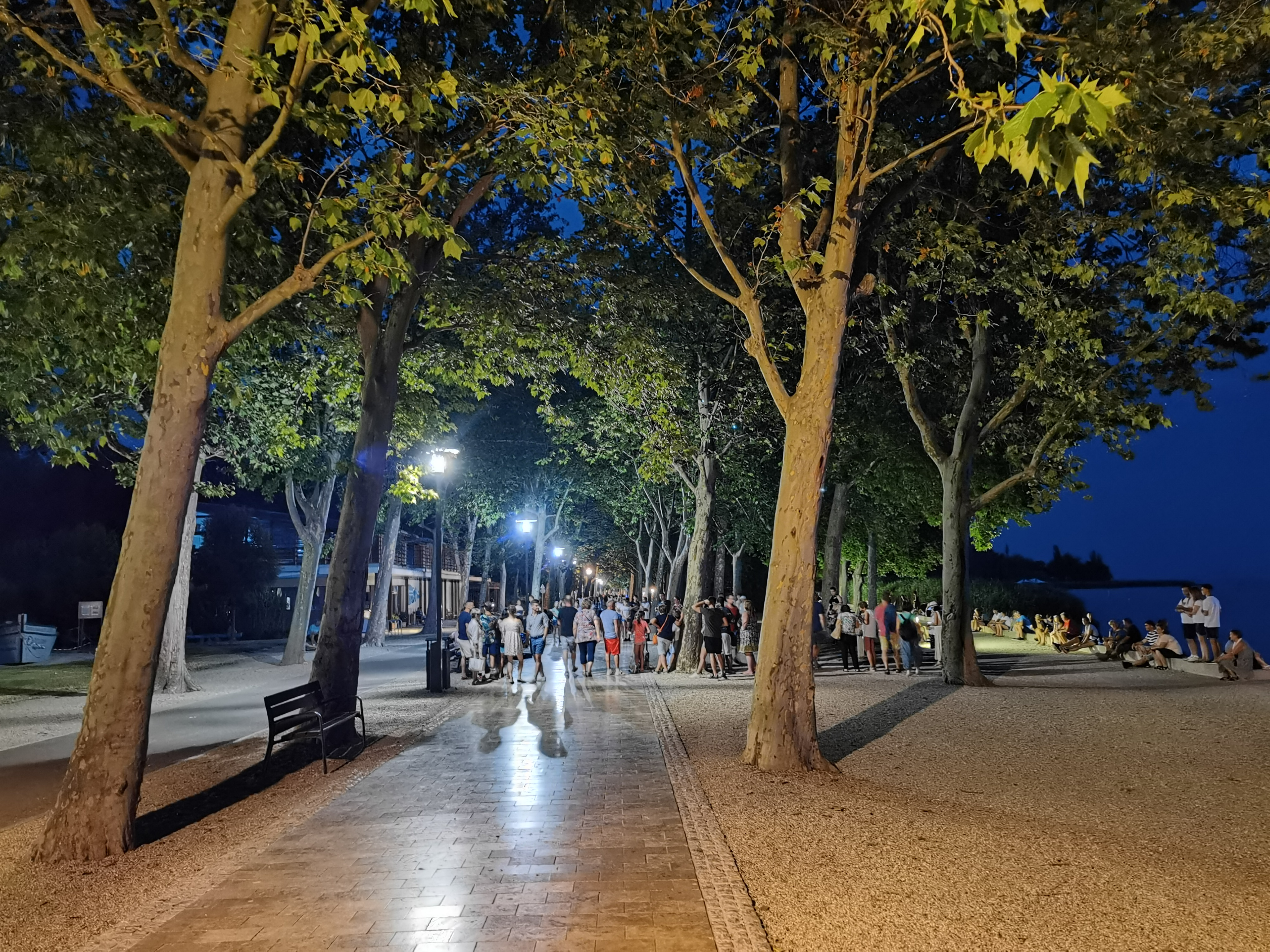
Promenáda

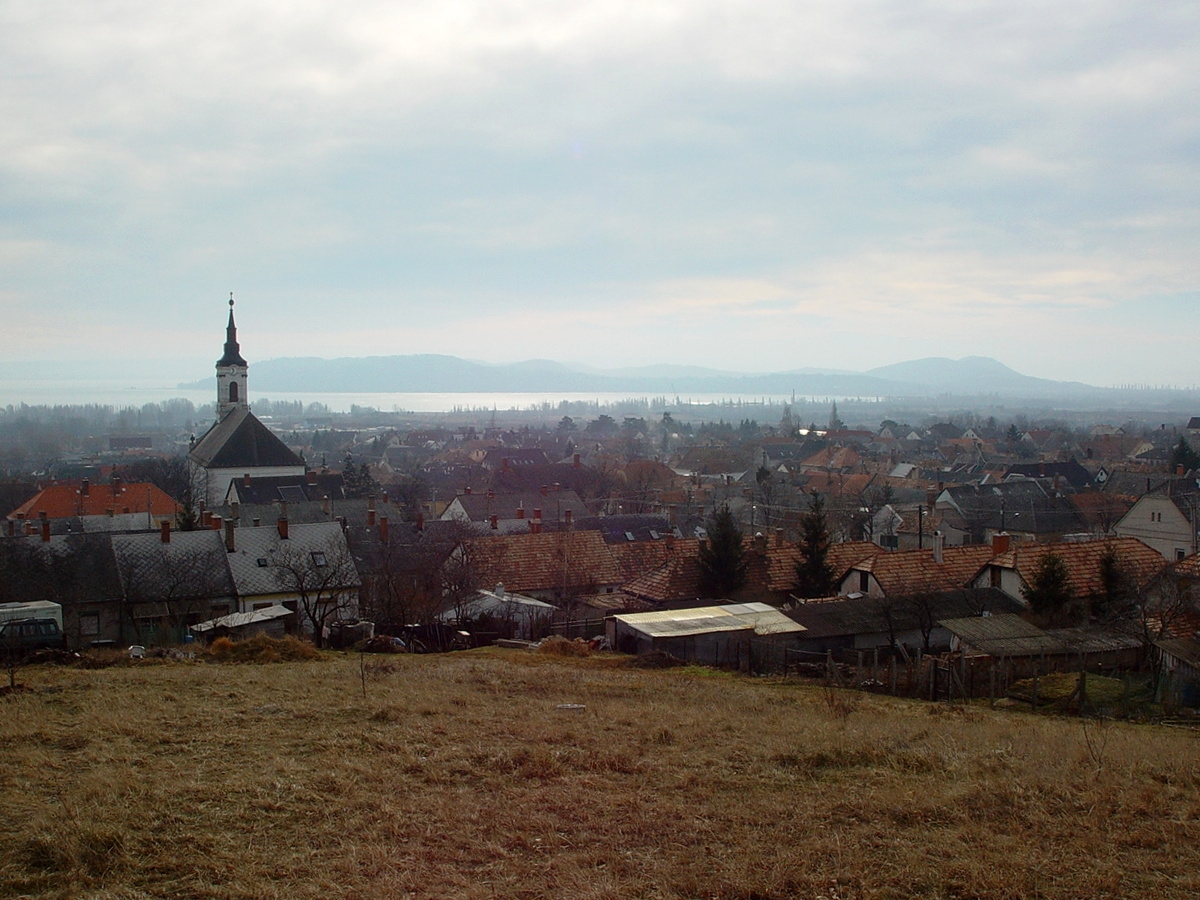
Pohled na město a jezero

- Kruhový kostel (maďarsky Kerek-templom), inspirovaný Pantheonem v Římě.[14]
- Římskokatolický, reformovaný a luteránský kostel
- Zámek (kaštel) Esterházyů obklopený parkem, dnes slouží jako sanatorium
- Pozůstatky kostela svatého Michala z 11. až 12. století
- Zámek Ádáma Horvátha Pálócziho, dnes slouží jako hudební škola
- Széchényiho zámeček, dnes slouží jako budova zemědělské školy
- Gombás-kúria, sídlo z konce 18. století
- Liptákův dům, první překladatelský dům, postavený v 90. letech 19. století, pojmenováný podle Gábora Liptáka.
- Bývalý veslařský dům (maďarsky Evezősház) na břehu jezera, kde dnes sídlí muzeum.
- městské muzeum, sídlící ve vile z roku 1913.

V zimě hladina jezera zamrzá a město se tak stává také atraktivní díky rozsáhlému prostoru pro bruslaře.
V srpnu se zde pravidelně koná týdenní festival vína (Balatonské týdny vína). Každoročně je zde pořádán již zmíněný Anenský bál.
Ve městě se také natáčela celá řada maďarských filmů, jako např. A Pogány Madonna z roku 1981 nebo Csak semmi pánik.

## Doprava
Do Balatonfüredu směřuje železniční trať z města Székesfehérvár (železniční trať Székesfehérvár – Tapolca). Nachází se zde dvě stanice: Balatonfüred a Balatonarács. Při nádraží železničním stojí i autobusová stanice.
Po břehu Blatenského jezera vede silnice celostátního významu č. 71, která směřuje z Balatonfüredu do dalších větších měst.
Město má ve svém centru několik přístavů na Blatenském jezeře, které mají turistické využití. Jihozápadně od středu města se nachází rozsáhlá loděnice.

## Školství
V Balatonfüredu stojí šest základních škol, tři gymnázia a hudební škola Jánose Ferencsika.

## Známé osobnosti
- Ferenc Protiwinsky (30.7.1884 Balatonfured – 28.3.1947 Balatonfured), akademický malíř
- József Manes Österreicher (1759–1831), lékař
- Elek Straub (1944–), inženýr a obchodník
- Bendegúz Bóka (1993–), házenkář
- Gábor Bodó (1941–2011), volejbalista
- János Vörös (1891–1968), vojenský důstojník a později maďarský ministr obrany
- Pál Jávor (1902–1959), herec
- Sava Babić (1934–2012), srbský spisovatel
- Mór Jókai (1825–1904), dramatik
- Zoltán Horváth (1937–), šermíř
- Dániel Berzsenyi (1776–1836), básník

## Partnerská města
- Arpino, Itálie
- Castricum, Nizozemsko
- Covasna, Rumunsko
- Germering, Německo
- Kouvola, Finsko
- Opatija, Chorvatsko